# Polyglyptodes viridis
Polyglyptodes viridis är en insektsart som beskrevs av Frederick Byron Plummer. Polyglyptodes viridis ingår i släktet Polyglyptodes och familjen hornstritar. Inga underarter finns listade i Catalogue of Life.